# Pedro Ortega Ventureira
Pedro Ortega Ventureira (Madrid, 1972) es un historiador del arte, escritor y gestor cultural español especializado en estética y humanidades digitales. Su obra se centra en el arte, la filosofía y las sociedades secretas.

## Trayectoria
Estudió Ingeniería Industrial en la Universidad Politécnica de Madrid, donde se graduó en 1998. Pero su interés por la historia del arte lo llevó a obtener un doctorado en Filosofía, especializado en Estética, en la Universidad Autónoma de Madrid (UAM) en 2015 con la tesis titulada La mujer crucificada en el fin de siglo.
Inició su carrera profesional como técnico en el Área de Urbanismo del Ayuntamiento de Madrid, donde descubrió el Sistema de información geográfica (GIS), una herramienta clave en su trabajo. Su interés por la cultura lo llevó a trabajar en el Área de Cultura del mismo ayuntamiento, participando activamente en la candidatura del Paseo del Prado y el Buen Retiro, paisaje de las artes y las ciencias, declarado Patrimonio Mundial de la Unesco en 2021. Fue en este proceso donde aplicó tecnologías como la fotogrametría, la realidad virtual y la geolocalización para la difusión del patrimonio.
Paralelamente, ha sido un activo gestor y editor cultural desde 1995, participando en la fundación de revistas como Mistérica Ars Secreta y Herejía y Belleza. Además, ha colaborado en programas de radio como Espacio en blanco en Radio Nacional de España, SER Historia de la Cadena SER, y Mistérica Radio Secreta, y en revistas como Jot Down e Historia National Geographic.
Entre sus libros más destacados se encuentran El Tarot de Mantegna y la sabiduría arcana del Renacimiento de 2019, en el que explora las corrientes esotéricas y filosóficas del Renacimiento italiano a través de la simbología de una baraja de cincuenta cartas que representa el pensamiento mágico de la época. En Crónicas del Madrid secreto de 2021, Ortega revela historias ocultas y enigmas sorprendentes sobre Madrid, conectando figuras míticas y hechos históricos para ofrecer una guía singular de la capital española. En su obra Patrimonio digital. La voz de los profesionales en las humanidades digitales (2023), entrevista a más de treinta expertos para abordar las últimas innovaciones tecnológicas en la conservación y difusión del patrimonio cultural, explorando temas como los NFTs, la arqueología digital y la inteligencia artificial.
Su trabajo en la intersección entre tecnología y cultura también lo llevó a fundar Pensador Digital, una plataforma independiente dedicada al patrimonio cultural y su interacción con la tecnología. En 2021, fundó Ediciones Aulós, un proyecto editorial en colaboración con el Departamento de Filosofía de la Universidad Autónoma de Madrid, centrado en el pensamiento estético y las humanidades digitales.En la actualidad colabora como Coordinador de la revista Humanismo Digital by Jot Down.

## Obra

### Individual
- 2011 – Ensueño prerrafaelita: Una mirada gótica a la belleza decimonónica. Herejía y Belleza. ASIN B09HY858NB
- 2019 – El Tarot de Mantegna y la sabiduría arcana del Renacimiento. Ediciones Mistérica. ISBN 978-84-09-09665-7
- 2020 – Arte y sociedades secretas. Péladan y los Salones de la Rosa+Crux. Archivos Vola. ISBN 978-84-120897-7-6
- 2021 – Crónicas del Madrid secreto. Ochenta historias singulares sobre la Villa y Corte. Ediciones B. ISBN 978-84-666-7033-3
- 2023 – Patrimonio digital. La voz de los profesionales en las humanidades digitales. Ediciones Aulós. ISBN 978-84-09-55550-5
- 2024 – Tarot. Significado e historia. Editorial Kairós. ISBN 978-84-1121-290-8.[26]
- 2024 – Rebeldes y visionarios: Pintores Románticos, Prerrafaelistas y Simbolistas. Ediciones Aulós. ASIN B0D2PKXN29

### Colectiva
- 2013 – I Salón Neo-Simbolista. Con Lourdes Santamaría Blasco y Sasha Chaitow. ISBN 978-84-616-6539-6
- 2016 – Maestro Elron: Edición X Aniversario. Con Héctor Martínez Sanz. CreateSpace Independent Publishing Platform. ISBN 978-1537075563.[27]
- 2018 – París 1900: La mirada al fin de siglo. VVAA. Ediciones Mistérica. ISBN 9788409009749
- 2022 – La bruja. Una figura fascinante. Con Montserrat Hormigos y Carlos A. Cuéllar (coords.). ISBN 978-84-124777-0-2.[28]
- 2023 – La Vanguardia Prerrafaelista. Levantando el velo. Con Carlos A. Cuéllar. Ediciones Aulós. ISBN 9788409489268
- 2024 – Inteligencia Artificial, Ética y Tecnofilosofía. Con Ayoze González Padilla. Lulaya Ediciones. ISBN 978-84-09-58294-5.[29]